# Park im. Stefana Żeromskiego w Kołobrzegu
Park im. Stefana Żeromskiego w Kołobrzegu – zabytkowy park znajdujący się w Kołobrzegu, w województwie zachodniopomorskim. Założony w stylu krajobrazowym, pełni funkcję uzdrowiskową Uzdrowiska Kołobrzeg oraz ochronną przed skutkami sztormów i huraganowych wiatrów.

## Położenie
Park zlokalizowany jest w Dzielnicy Uzdrowiskowej, w strefie ochrony uzdrowiskowej "A". Rejestr zabytków wyróżnia dwa parki: park przy Pomniku Zaślubin z Morzem (5,9 ha) zlokalizowany pomiędzy ul. Obrońców Westerplatte (w rejestrze określoną jako ul. Westerplatte), ul. Mickiewicza i bulwarem Jana Szymańskiego) oraz park nadmorski (zdrojowy) (19,3 ha) zlokalizowany pomiędzy ul. Rodziewiczówny i ul. Sikorskiego (dawniej ul. Parkową) a al. Nadmorską (w rejestrze określoną jako ul. Nadbrzeżną). Ciągłość obu parków oddziela kompleks sanatorium Bałtyk, który został wybudowany w miejscu istniejącego w latach 1899-1945 hotelu Strandschloß (Zamku Plażowego), pełniącego rolę domu zdrojowego. Na wysokości ul. Chopina połowę szerokości parku zajmuje kompleks sanatorium Perła Bałtyku (d. Kombatant), wybudowany w 1980.

## Historia
Wydmowy krajobraz tej części Kołobrzegu został przekształcony w park dzięki inicjatywie sympatyków rozwoju idei rozwoju kąpieliska. Trudności w powstaniu parku wynikały z funkcjonowania Twierdzy Kołobrzeg. Oficjalnie park został założony w 1853 na bazie prowadzonych od 1809 nasadzeń. Zgoda Komendantury Twierdzy została udzielona jednak dopiero w 1863. W 1884 rozpoczęto budowę Promenady Wydmowej, obecnej alei Nadmorskiej.

## Przyroda
W parku rosną przede wszystkim rodzime gatunki drzew liściastych z domieszką gatunków egzotycznych. Przy Kamiennym Szańcu rośnie cypryśnik błotny Taxodium distichum o obwodzie 227 cm, uznany w 1992 za pomnik przyrody. 

## Obiekty
W parku znajdują się m.in. następujące obiekty:
- Pomnik Zaślubin Polski z Morzem,
- muszla koncertowa,
- korty tenisowe,
- ścieżka ruchowa,
- kawiarnia z apartamentami Kurort Cafe.